# Франциск Жевуський
Франциск Міхал Жеву́ський  (пол. Franciszek Rzewuski; 1730—1800) — державний діяч, дипломат Речі Посполитої.

## Життєпис
Походив з польського магнатського роду Жевуських гербу Кривда. Другий син Міхала Юзефа Жевуського, подільського воєводи, та Франциски Цетнер. Народився 1730 року.
1748 року стає королівським дворянином короля Августа II. У 1752 році отримав посаду писаря польного коронного. 1755 року пошлюбив Юліанну Скарбек. У 1756 і 1758 роках обирається до сейму від Перемиської землі та Руського воєводства відповідно. 1757 року отримав орден Білого Орла.
1761 року обирається маршалком галицького сеймику. 1762 року обирається послом від Руського воєводства на вальний сейм. У 1764 році був обраний послом (депутатом) на конвокаційний сейм, де підтримав Станіслава Понятовського. У липні 1764 році король Станіслав II Август призначив Жевуського послом до Російської імперії. Тут він намагався вибудовувати позитивні відносини з російським урядом, щоб домогтися для нового короля Речі Посполитої субсидій для підтримки реформ. Втім зусилля Франциска Жевуського були зірвані прусським і австрійським послами, а також російськими сановниками, насамперед братами Орловим.
У січні 1765 року Жевуський був акредитований як надзвичайний і повноважний міністр короля і Речі Посполитої. Королівська інструкція від 26 січня 1765 року наказувала йому визначити комісарів для демаркації кордону з Російською імперією. За цією інструкцією повинен домагатися від російського уряду відшкодування збитків, яких Річ Посполита зазнала під час Семирічної війни і дій російської армії. Але через труднощі дипломатичної місії, в березні 1765 року Жевуський попросив короля Станіслава II Августа про відпустку. 14 травня того ж року виїхав з Санкт-Петербургу, а його заступник Якуб Псарський був призначений тимчасовим повіреним у перемовинах з Росією. У грудні Псарський офіційно замінив Жевуського на посаді посланця. Водночас Франциск Жевуський отримав орден Святого Станіслава.
У 1766 році виявилося не здатність Псарського вирішити покладенні на нього завдання. У червні того ж року Франциск Жевуський прибув до Санкт-Петербургу, а Якуб Псарський виїхав до Речі Посполитої. Втім Жевуський також не зміг поліпшити відносини з Російською імперією. Отримав того ж року кам'янське і богуславське староства. У січні 1767 року попросив про відставку і виїхав до Речі Посполитої, залишивши у Санкт-Петербурзі свого секретаря Петра Морица Глера як заступника. 20 березня 1767 року Сенат Речі Посполитої призначив резидентом в Росії Якуба Псарського.
У 1770 році після смерті батька отримав багатий маєток Новокостянтинівський ключ. Водночас разом з матір'ю вступив у судовий спір з Шимом і Бонавентурою Тарлам щодо Міньковецького маєтку. У 1775 році отримав посаду маршалка надвірного коронного (до 1783 року). У 1776 році на сеймі був обраний консуляром (радником) Постійної Ради. У 1777 році стає членом департаменту поліції Постійної ради.
У 1783 році домовився з братом Казимиром щодо отримання маєтку Лучинець. Того ж року Франциск Жевуський продав містечко Дяківці Яну Жуковському, а з 1784 року передав останньому в 3-річну оренду Новокостянтинівський маєток. 1786 року продав Лучинець за 526 тис. польських злотих підкоморію надвірному коронному Томашу Адамову Уруському. Погіршення фінансового стану Жевуського почалася після Другого поділу Речі Посполитої. Тому невдовзі Франциск Жевуський відмовився від державної і господарської діяльності, перебравшись до великого герцогства Тосканського. Став мешкати у Пізі. У 1797 році продав свій Новокостянтинівський маєток (без королівщини) за 400 тис. злотих братові Казимиру. 1799 року продав королівщину цього маєтку братам Адамові і Костянтинові Чорторийським. Помер Франциск Жевуський у 1800 році, ймовірно в Пізі.